# La Masoveria (Sant Bartomeu del Grau)
La Masoveria és un edifici de Sant Bartomeu del Grau (Osona) inclòs a l'Inventari del Patrimoni Arquitectònic de Catalunya.

## Descripció
Es tracta d'un edifici de dues plantes de base rectangular i coberta a doble vessant lateral amb relació a l'entrada principal. Els murs són fets de pedres irregulars i morter i carreus ben tallats a les cantonades de l'edifici. Les antigues obertures de la casa encara conserven les llindes, tot i que la de la porta està partida i reconstruïda. Algunes obertures, fetes en dates posteriors a la construcció de la casa, tenen els voltants fets de maons. El conjunt de la casa és unitari.